# Grand Prix de Tennis de Lyon 2006
Il Grand Prix de Tennis de Lyon 2006 è stato un torneo di tennis giocato sul cemento indoor.  
È stata la 20ª edizione del Grand Prix de Tennis de Lyon, 
che fa parte della categoria International Series nell'ambito dell'ATP Tour 2006.
Il torneo si è giocato al Palais des Sports de Gerland di Lione in Francia, dal 23 al 30 ottobre 2006.

## Campioni

### Singolare
Richard Gasquet ha battuto in finale  Marc Gicquel con il punteggio di 6–3, 6–1

### Doppio
Julien Benneteau /  Arnaud Clément hanno battuto in finale  František Čermák /  Jaroslav Levinský con il punteggio di 6–2, 6–7 (3–7), [10–7] (Match Tie-Break)